# 小黃毒蛾
小黃毒蛾（学名：Euproctis postfusca）为毒蛾科黃毒蛾屬下的一个种。